# Bazyli (opat koptyjski)
Bazyli (ur. 26 lipca 1947 w Fajum) – duchowny Koptyjskiego Kościoła Ortodoksyjnego, od 1991 opat monasteru św. Samuela Wyznawcy.

## Życiorys
Święcenia kapłańskie przyjął 14 grudnia 1978. Sakrę biskupią otrzymał 26 maja 1991.